# 顕性

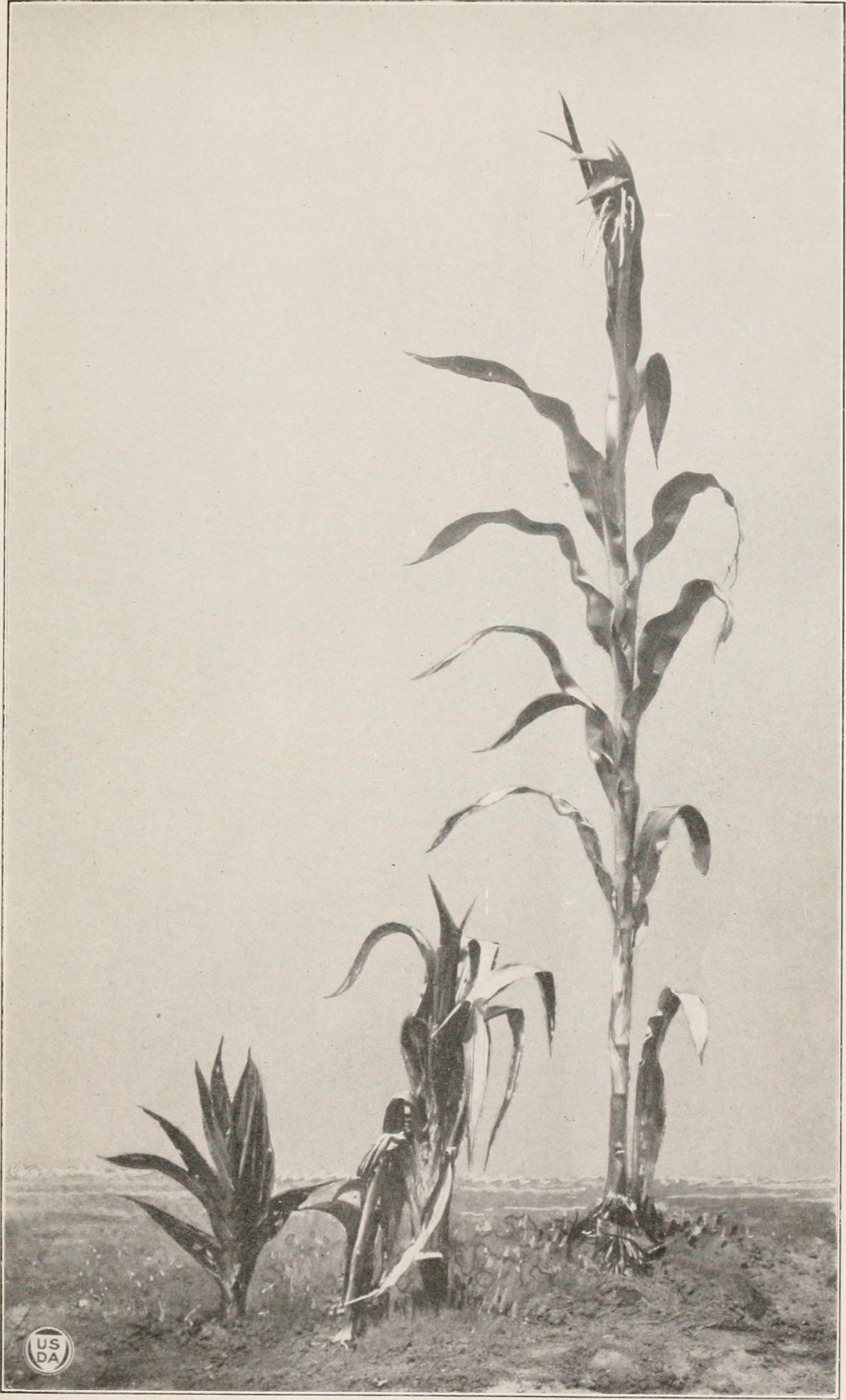
トウモロコシの草丈の遺伝の研究（1917年）

顕性（けんせい）は、有性生殖の遺伝に関する現象である。一つの遺伝子座に異なる遺伝子が共存したとき、形質の現れやすい方（顕性、dominant）と現れにくい方（潜性〈せんせい〉、recessive）がある場合、顕性の形質が表現型として表れる。顕性の旧称は優性（ゆうせい）、潜性の旧称は劣性（れっせい）である。
優性は優れた形質を受け継ぐ、という意味ではなく、次世代でより表現されやすいという意味である。劣性は「劣った性質」という意味ではなく、表現型として表れにくい事を意味する（例えば後述のABO式血液型の対立遺伝子には、A・B・Oと三種類あり、Oが劣性であるが、Oの対立遺伝子が一般的な意味でAやBより劣っているわけではない）。一方で、「優性」「劣性」という表現は、優れた遺伝子、劣った遺伝子、といった誤解を招きやすいことから、2017年9月より、日本遺伝学会は優性を「顕性」、劣性を「潜性」という表現に変更することを決定し、2021年に中学教科書の記述も変更された。
一般的な植物や動物においては、遺伝子は両親からそれぞれ与えられ、ある表現型について一対を持っている。この時、両親から同じ遺伝子が与えられた場合、その子はその遺伝子をホモ接合で持つから、その遺伝形質を発現する。しかし、両親から異なる遺伝子を与えられた場合には、子はヘテロ接合となり異なる遺伝子を持つが、必ずどちらか一方の形質が発現するとき、その形質を顕性形質という。
2倍体の生物において、性染色体以外の常染色体は雄親と雌親から受け継いだ対の遺伝子を有する。対立遺伝子をAとaの二種とした場合、子の遺伝型はAA・Aa・aaの3通りがある。Aとaの影響が等しければ子の表現型がAaであったときにAAとaaの中間等になるはずだが、多くの場合そうはならず、一方に偏った表現型となる。この時にAaの表現型がAAと同様の場合、aaの表現型を潜性形質といい、Aはaに対して顕性遺伝子、aはAに対して潜性遺伝子という。顕性遺伝子に対して大文字を使い、潜性遺伝子に対して小文字を使う表記法はよくある慣習である。
雌雄で性染色体の数が異なるために生じる伴性遺伝の場合、雌雄で形質の発現に差が出る。例えば多くの哺乳類では、雄にはX染色体が1つしか存在しないため、潜性遺伝子があれば必ず形質が発現する。その一方で雌はX染色体を2つ持つため、その両方に潜性遺伝子が存在しなければ発現しない。例えばヒトの色覚異常がある。
顕性という言葉は、広い意味では、対立遺伝子の組み合わせで表現型が変わる現象全般に対して用いられる（例えば、不完全顕性、半顕性、超顕性、量的遺伝学における顕性など）。

## 歴史的経緯
顕性について初めて系統だった報告をしたのは、グレゴール・メンデルである。メンデルは、時間をかけてエンドウの7つの対立形質について純系の品種を選びだした。たとえば種子が丸形かシワ形、さやの色が緑色か黄色か、などの対となる形質である。メンデルは7つの形質のそれぞれについて、対となる形質を示す品種を交雑させた。すると子の世代では、対立形質の一方のみが現れた。例えば丸い種子とシワのある種子からできた個体を交配すると、子の世代の種子はほぼ全て丸くなった。メンデルはこの実験の解釈として顕性、潜性という概念を導入した。
その後、この雑種第一世代を自家受粉させると、第二世代では祖先の形質が再び現れ、その比率は3：1となった。これに関して、メンデルは遺伝因子が2つに分かれて粒子的に遺伝するためと考えた。顕性をA、潜性をaと書くと、純系品種はAA、aaのように2つの同じ因子をもつ。それを掛け合わせた雑種第一世代では全てAaの組み合わせとなり、雑種二世代目ではAA：Aa：aa=1：2：1となる。このときAAとAaの形質の区別がつかないため、分離比は3：1となる。
メンデルは顕性、潜性を絶対的なルールとは考えなかった。例えば、インゲンの花の色に関しては、雑種の花の色は純系の親よりも薄くなると報告している。
メンデルの研究は後に再評価されて、メンデルの法則と名付けられた。メンデルがエンドウで報告した顕性潜性の関係（完全顕性）は、「顕性の法則」と呼ばれたが、完全な顕潜が現れるのはむしろ例外的だと考えられており、現在は「法則」とは呼ばれないことが多い。なお、メンデル自身は法則という呼称を使っていない。

## 顕性の程度

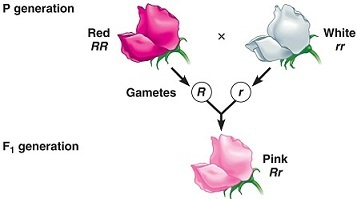
不完全顕性の例。赤花の遺伝子Rと白花の遺伝子rが交配して、ヘテロ接合Rrで中間のピンク色の花となっている。

ABO血液型。赤血球の表面にある抗原のタイプによってA型、B型、AB型、O型に分かれる。

### 完全顕性
一つの遺伝子座で対立遺伝子がヘテロ接合になっているとき、一方の形質のみが現れる現象が完全顕性である。現れる形質が顕性で、現れない形質が潜性である。通常、単に顕性といえば完全顕性を指す。完全顕性は、例えばエンドウの豆の形に表れる。エンドウの豆には丸形とシワ形があるが、丸い形質が顕性となり、ホモ接合(RR)でもヘテロ接合(Rr)でも種子は丸くなる。シワがつく形質は潜性で、ホモ接合(rr)のときのみ種子にはシワがつく。

### 不完全顕性
顕潜関係が明瞭ではなく、ヘテロ接合の表現型がホモ接合のそれとは異なる場合、不完全顕性という。例えば、赤い花をつける純系品種(RR)のキンギョソウと、白い花をつける純系品種(rr)を交配すると、中間のピンク色の花をつける(Rr)。ピンク色の花を自家受粉させるとRR：Rr：rr＝1：2：1 となる。

### 共顕性
対立遺伝子がヘテロ接合になったとき、どちらか一方ではなく両方の形質が現れる現象を共顕性という。ヒトの血液型が良い例である。ヒトのABO式血液型は、A型、B型、O型、AB型の4つとそれらの亜種がある。これは、両親から受け継ぐ、遺伝子の組み合わせを基に決定される。ABO式血液型の対立遺伝子には、A・B・Oの3種類があるが、組み合わせの遺伝型がAAまたはAOになった時にはA型、BBまたはBOになった時にはB型、OOになった時にはO型、ABになった時にはAB型という表現型にそれぞれなる。この時、A型とB型はO型に対して顕性形質であり、遺伝子Oが潜性遺伝子、AとBはOに対して顕性遺伝子であるが、AとBの間には顕潜関係が無い。また、血液型AB型の場合は、A型とB型の中間の形質というより、合わせた（足して2で割らない）形質である。

## メカニズム
大抵の場合、顕性の性質はその種の普通の形質であり、潜性のものはそうではなく特殊なものである例が多い。これは、たとえば一遺伝子一酵素説で考えれば分かりやすい。
この説では、遺伝子は酵素の設計図であると見る。その酵素が作れることでその生物はある形質を発現できる。潜性の遺伝子はその設計図が壊れたものと考えれば良い。その遺伝子をもつ生物はその酵素を作れないので、その形質を発現できず違った形になる。これが潜性の形質である。
顕性の遺伝子をもつ個体と潜性の遺伝子をもつ個体とが交配すれば、その子は顕性遺伝子と潜性遺伝子をヘテロに持つことになる。その体内には正しい設計図と壊れた設計図が共存するので、正しい酵素と壊れた酵素が同時に作られる。その結果、数が少なくはなっても正しい酵素が作られることにより、その形質は発現できることになるであろう。つまり見掛け上は潜性の形質は出現しない。
ただしヘテロ接合となって酵素の量が減少したため、顕性形質の発現に十分な酵素の量を生産できない場合もある。このとき典型的には不完全顕性となり、ハプロ不全と呼ばれる状態になる。
上記は最もよくある機能喪失型の変異である。一方で、変異によりタンパク質の活性が上がったり、通常とは異なる機能を得るような、機能獲得型の変異が起きた場合は、その新しい機能が顕性になる。
この他に、顕性阻害（ドミナントネガティブ）と呼ばれる、変異型の遺伝子産物（タンパク質など）が、正常型の遺伝子産物の働きを阻害する現象がある。正常型を阻害する（ネガティブの）効果が顕性（ドミナント）なため、この名がついている。ドミナント・ネガティブは、複合体を形成するタンパク質でよくみられる。多くのタンパク質は、複数のタンパク質が組み合わさった多量体またはオリゴマーの状態で活性を示すが、複合体に1つでも変異体が入ると正常に機能しなくなる場合、変異型の存在により正常型の働きが阻害される。両親から受け継いだ一対の遺伝子のうちどちらかが正常であれば、確率的には正常な複合体も存在するが、活性は強く抑制される。例として4量体で活性を示すp53遺伝子がある。

## 集団遺伝学における顕性

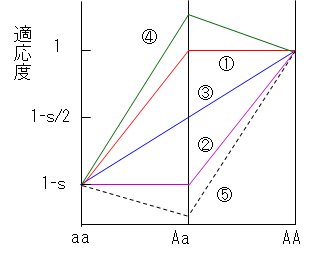
集団遺伝学における適応度。①Aはaに対して顕性 ②Aはaに対して潜性 ③半顕性 ④超顕性 ⑤負の超顕性

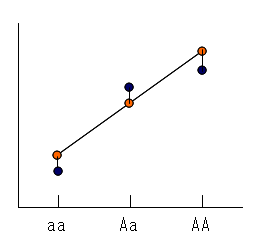
（図Ｌ）単一座位モデルにおける遺伝子型値。相加的な場合（オレンジ）と、顕性の効果がある場合（黒）

集団遺伝学では、適応度の違いで顕潜を考える。適応度は個体が生む生殖可能な子供の数である。対立遺伝子Aとaがある場合、高い方（ここではA）の適応度を1とし、相対的な適応度を考える。AAとaaの相対適応度の差をsとすると以下の表のように表せる。
| 遺伝子型   | AA | Aa   | aa  |
| 相対適応度 | 1  | 1-hs | 1-s |

hは顕性の程度を表すパラメーターである。顕性の度合いはhの大小によって以下のように区分される。
| h=0   | A 顕性、a 潜性       |
| h=1   | A 潜性、a 顕性       |
| 0<h<1 | 部分顕性、不完全顕性 |
| h=1/2 | 半顕性、共顕性       |
| h<0   | 超顕性               |
| h>1   | 負の超顕性           |

h=1/2のときは遺伝子の効果が相加的な場合であり半顕性（または共顕性）という。h<0のときはヘテロ接合が最も高い適応度を示し超顕性と呼ぶ。逆にh>1のときはヘテロ接合が最も低い適応度となる負の超顕性である。

### 量的遺伝学における顕性
量的遺伝学では、遺伝子の効果が相加的な場合を基準とし、そこからのずれを顕性の効果と考える。例えば、イネの収穫量を決めるAとaの対立遺伝子があり、AA＞Aa＞aaのようにAが増えるほど収穫量が増えるとする。相加的な場合はAが1つ増えるにつれて同じ分だけ収穫量が増える（図Ｌの直線上の点）。顕性の効果がある場合、Aとaの関係は直線から外れる（図の黒丸）。量的な形質では通常、単一座位だけでなく、多くの座位の効果が累積する。ただし顕性の効果は、座位間の相互作用については考慮しない。座位間の相互作用の効果はエピスタシスと呼ぶ。

## 異なる遺伝子座の上下関係
顕性は、1つの遺伝子座の対立遺伝子の相互作用によって起きる。これに対して、異なる遺伝子座の対立遺伝子の相互作用をエピスタシス(上位性、epistasis)という。
例えば、ペポカボチャの色には2つの遺伝子座が関与している。1組目の対立遺伝子では黄色(A-)が顕性で、緑色(aa)が潜性である。2組目の対立遺伝子では白色(B-)が顕性となり、潜性(bb)の場合はもう一方の遺伝子座にしたがって黄色か緑色になる。このとき2組目の白色の遺伝子が、1組目の遺伝子の効果を覆い隠している。これを顕性上位(dominant epistasis)と呼ぶ。

## パネットの方形
パネットの方形（パネットスクエア、英: Punnett square）は、遺伝子型の明らかな個体間の交雑で（突然変異を除いて）生じうる子の遺伝子型を以下のような図式で表現したものである。
1遺伝子雑種の例として、顕性遺伝子のホモ接合体AAと潜性遺伝子のホモ接合体aaを初代として交雑させるとすると、次のように遺伝する。
|   | a  | a  |
| - | -- | -- |
| A | Aa | Aa |
| A | Aa | Aa |

|   | A  | a  |
| - | -- | -- |
| A | AA | Aa |
| a | Aa | aa |

2代目は全て、遺伝型はヘテロAaで表現型は顕性形質となる。3代目からは顕性遺伝子Aを持たないものが出てくるため、潜性形質が現れる。
また、（異なる染色体上の）2遺伝子雑種についても同様の図で表すことができる。形質αを決定する顕性遺伝子A、潜性遺伝子a、形質βを決定する顕性遺伝子B、潜性遺伝子bとすると、各遺伝子を1つずつ持つ個体同士の交雑についてのパネットの方形は以下の通りである。
|    | AB   | Ab   | aB   | ab   |
| -- | ---- | ---- | ---- | ---- |
| AB | AABB | AABb | AaBB | AaBb |
| Ab | AABb | AAbb | AaBb | Aabb |
| aB | AaBB | AaBb | aaBB | aaBb |
| ab | AaBb | Aabb | aaBb | aabb |

このときの表現型 (α,β) の比は (顕性,顕性):(顕性,潜性):(潜性,顕性):(潜性,潜性) = 9:3:3:1 である。

## ヒトの例
単一遺伝子の顕性潜性で決定づけられる典型的な形質は、単一遺伝子疾患である。例を挙げると、顕性遺伝には多発性嚢胞腎、潜性遺伝にはテイ＝サックス病がある。
外見で判断できるヒトの一般的な形質のほとんどは、1つの遺伝子座の顕性・潜性では決まらず、複数の遺伝子座や環境が関わる複雑な遺伝形式をとる。単一の遺伝子で決まる数少ない例として、耳垢が湿っているか乾いているかを決める遺伝子がある。耳垢が湿っている方が顕性、乾いている方が潜性である。
ヒトの形質が単純な遺伝で決まるという神話が多数流布している。例えば親指が反る・反らない、舌を巻ける・巻けない、つむじが右巻き・左巻き、といった形質が単一遺伝子の顕性劣性で決まるとする説があるが、実際にはそのような単純な遺伝形式ではない。髪の色や虹彩の色、一重/二重まぶたに関しても同様に単純な遺伝形式ではない。